# Bánságok
A bánságok a középkorban a Magyar Királyság autonóm igazgatású mellékországai voltak, amelyek élén a bán, a magyar király helytartója állt.  
E területeket a 15. századtól, az oszmán-török támadásoktól kezdve végvidéknek, végvidéki bánságoknak is nevezték. Különösen nevezetesek voltak a Szörényi bánság és a Macsói bánság, amelyek területileg is jelentős tartományokat képeztek. A Szörényi bánságon kívül a többi bánság a délszláv területeken volt található. A magyar hódítással számuk szaporodott, majd többeket egyesítettek, végül a 16. század során a török előrenyomulás miatt megszűntek.
A középkori bánságokhoz csak nevében van köze a Habsburgok által 1718-ban létrehozott Temesi bánságnak, és az ennek nyomán kialakuló mai Bánság vagy Bánát földrajzi területnek.

## A középkori Magyar Királyság bánságai
- Barancsi bánság
- Bodonyi bánság
- Bolgár bánság
- Boszniai bánság
- Dalmát bánság
- Horvát bánság
- Jajcai bánság
- Kucsói bánság
- Macsói bánság
- Nándorfehérvári bánság
- Ozorai bánság
- Sói bánság
- Szerémi bánság
- Szlavón bánság
- Szörényi bánság
- Szreberniki bánság

## Újkori bánságok
- Karánsebesi–lugosi bánság
- Temesi bánság